# كلير هوفمان
كلير هوفمان (بالإنجليزية: Clare Hoffman)‏ هو محامي وسياسي أمريكي، ولد في 10 سبتمبر 1875 في الولايات المتحدة، وتوفي بنفس المكان في 3 نوفمبر 1967. حزبياً، نشط في الحزب الجمهوري. انتخب مدع (1904 – 1910) وانتخب عضو مجلس النواب الأمريكي.